# ارنو ميندي
ارنو ميندي (بالفرنسية: Arnaud Mendy)‏ (10 فبراير 1990 بإفرو في فرنسا - ) هو لاعب كرة قدم فرنسي في مركز الوسط. شارك مع منتخب غينيا بيساو لكرة القدم. أما مع النوادي، فقد لعب مع ديربي كاونتي وغريمسبي تاون وماكليسفيلد تاون ونادي ترانمير روفرز لكرة القدم ونادي روان ونادي لوتون تاون ولينكولن سيتي أف سي ونادي وايتهوك.

## وصلات خارجية
- ارنو ميندي على موقع الاتحاد الدولي (مؤرشف)  (الإنجليزية)
- ارنو ميندي على موقع قاعدة بيانات كرة القدم.إي يو (الإنجليزية)
- ارنو ميندي على موقع ناشيونال فوتبول تيمز (الإنجليزية)
- ارنو ميندي على موقع Soccerbase.com (لاعب) (الإنجليزية)
- ارنو ميندي على موقع Soccerway.com (الإنجليزية)